# Neopaganismo eslavo
O neopaganismo eslavo, também chamado Rodnovaria (Родноверие) ou Rodismo (Родянство) — Родноверие [Rodnoverie] na língua russa, Рiдна Вiра [Ridna Vira] em ucraniano, Роднавераваннe [Rоdnaveravanne] em bielorrusso, Rodzimowierstwo em polonês —, que significam literalmente "fé nativa".
Trata-se da moderna religião politeísta, reconstrucionista, e neopagã; e seus membros são comumente chamados rodnoveiros, e se consideram a continuação legítima da religião eslava pré-cristã.